# Hycleus terminatus
Hycleus terminatus is een keversoort uit de familie van oliekevers (Meloidae). De wetenschappelijke naam van de soort is voor het eerst geldig gepubliceerd in 1800 door Illiger.